# Nicole Jamet
Nicole Jamet (n. 16 septembrie 1948, Asnières, Seine, Franța) este o actriță și scenaristă franceză. Ea a fost soția lui Didier Kaminka și apoi soția lui Pierre-Jean Rey.

## Biografie
Nicole Jamet a devenit celebră pentru interpretarea lui Cosette, alături de Georges Géret (interpretul lui Jean Valjean), în miniserialul Mizerabilii (1972), regizat de Marcel Bluwal. În 1973 Claude Autant-Lara i-a oferit rolul Balthilde în filmul Lucien Leuwen, în care a jucat alături de Bruno Garcin pentru ORTF. Nicole Jamet și Didier Kaminka au jucat împreună în filmele Je sais rien, mais je dirai tout (1973) al lui Pierre Richard și Le Garde du corps (1984) al lui François Leterrier. În 1975 Didier Kaminka a distribuit-o pe Nicole Jamet în rolul uneia dintre cele trei femei cochete din filmul Trop c'est trop. În 1977 a interpretat-o pe Sylvie în triunghiul bisexual format de Sami Frey, Mario Gonzales și Christine Murillo în filmul Pourquoi pas !  de Coline Serreau. În 1984 și 1986 a devenit celebră în Italia pentru interpretarea rolului soției comisarului Cattani (Michele Placido) în primele două părți ale miniserialului Caracatița. Sub regia lui Didier Kaminka, ea a jucat în 1987 în Tant qu'il y aura des femmes și în 1990 în Promotion canapé. 
Ea a fost remarcată în teatru în perioada 1984-1986 în rolul Roxane din piesa Cyrano de Bergerac, adaptată de  Jérôme Savary.
Nicole Jamet lucrează, de asemenea, ca scenaristă în filmele de televiziune. Ea a scris scenariul unor episoade ale miniserialui Dolmen, difuzat de TF1 în vara anului 2005.

## Activitatea teatrală
- 1968 : Brève Rencontre de Noel Coward, regizat de Jacques Mauclair, théâtre Saint-Georges
- 1969 : Interdit au public de Jean Marsan, regizat de Jean Le Poulain, théâtre des Célestins
- 1971 : Henri VIII de William Shakespeare, regizat de Gabriel Garran, théâtre de la Commune
- 1972 : L'Annonce faite à Marie de Paul Claudel, regizat de Hubert Gignoux, Festival de la Cité Carcassonne
- 1976 : Comme il vous plaira de William Shakespeare, regizat de Benno Besson, Festival d'Avignon
- 1978 : Almira de Pierre-Jean de San Bartholomé, regizat de autor, Espace Pierre Cardin
- 1981 : Les Serments indiscrets de Marivaux, regizat de Jean-Louis Thamin, théâtre de l'Est parisien, Nouveau théâtre de Nice
- 1982 : Les Serments indiscrets de Marivaux, regizat de Jean-Louis Thamin, Nouveau théâtre de Nice
- 1983 : Cyrano de Bergerac de Edmond Rostand, regizat de Jérôme Savary, théâtre Mogador
- 1984 : Cyrano de Bergerac de Edmond Rostand, regizat de Jérôme Savary, théâtre Mogador
- 1987 : Le Secret de Henri Bernstein, regizat de Andréas Voutsinas, théâtre Montparnasse
- 1989 : Le Secret de Henri Bernstein, regizat de Andréas Voutsinas, théâtre des Célestins
- 1991 : Gustave et Louise de Pierre Barillet după corespondența purtată între Gustave Flaubert și Louise Colet, regizat de Gérard Caillaud, théâtre des Mathurins
- 1991 : Pleins Feux de Mary Orr, regizat de Éric Civanyan, théâtre de la Michodière
- 1992 : Pleins Feux de Mary Orr, regizat de Éric Civanyan, théâtre Antoine, apoi în turneu până în 1993
- 1995 : Un ennemi du peuple de Henrik Ibsen, regizat de Jean-Luc Tardieu, Espace 44 Nantes
- 2000 : Le Plaisir de rompre și Le Pain de ménage de Jules Renard, regizat de Nicolas Briançon, théâtre 14 Jean-Marie Serreau

## Filmografie

### Filme de cinema
- 1972 : Aimez-vous les uns les autres... mais pas trop de Daniel Moosmann : Annie Vernier
- 1973 : Je sais rien, mais je dirai tout de Pierre Richard
- 1975 : Trop c'est trop de Didier Kaminka
- 1981 : Plein sud de Luc Béraud : Nicole Lainé
- 1984 : Le Garde du corps de François Leterrier
- 1987 : Tant qu'il y aura des femmes de Didier Kaminka
- 1997 : Le Pari de Didier Bourdon și Bernard Campan
- 2010 : Toutes les filles pleurent de Judith Godrèche.

### Filme de televiziune
- 1972 : Les Misérables de Marcel Bluwal
- 1973 : Lucien Leuwen, film TV regizat de Claude Autant-Lara
- 1975 : Au théâtre ce soir : Dix minutes d'alibi de Anthony Armstrong, adaptare de Jacques Ardouin, regizat de Pierre Sabbagh, théâtre Édouard VII
- 1975 : Au théâtre ce soir : Trésor party de Bernard Régnier după romanul lui P.G. Wodehouse, adaptare de Jacques Ardouin, regizat de Pierre Sabbagh, théâtre Édouard VII
- 1979 : La lumière des justes de Yannick Andréi, miniserial (Marie)
- 1980 : Au théâtre ce soir : Il est important d'être aimé de Oscar Wilde, adaptare de Jean Anouilh, regizat de Pierre Sabbagh, théâtre Marigny
- 1980 : Les Mystères de Paris de André Michel
- 1982 : Les Dames à la licorne de Lazare Iglesis : Griselda
- 1983 : La Chambre des dames de Yannick Andréi : Marie
- 1983 : Quelques hommes de bonne volonté (miniserial TV), regie: François Villiers : Odette
- 1984 : Caracatița de Damiano Damiani (Raiuno, Italia)
- 1986 : Caracatița 2 de Florestano Vancini (Raiuno, Italia)
- 1995 : Florence Larrieu : Le juge est une femme : sezonul 2, episodul 1: Le secret de Marion : la mère de Marion
- 2006 : Les Secrets du volcan de Michaëla Watteaux : Marie-Thérese
- 2010 : Section de recherches

## Scenaristă
- 1998 : Manège de Charlotte Brändström (film TV)
- 2001 : L'Oiseau rare de Didier Albert (TV)
- 2003 : Le Voyage de la grande-duchesse de Joyce Buñuel (TV)
- 2005 : Dolmen de Didier Albert (serial TV)
- 2008 : La veuve tatouée - colette est une femme épanouie, coscenaristă alături de Pierre-Jean Rey, regizat de Virginie Sauveur (TV)
- 2010 : Monsieur Julien de Patrick Volson (TV)
- 2018 : Speakerine de Laurent Tuel (TV)